# Devin Townsend

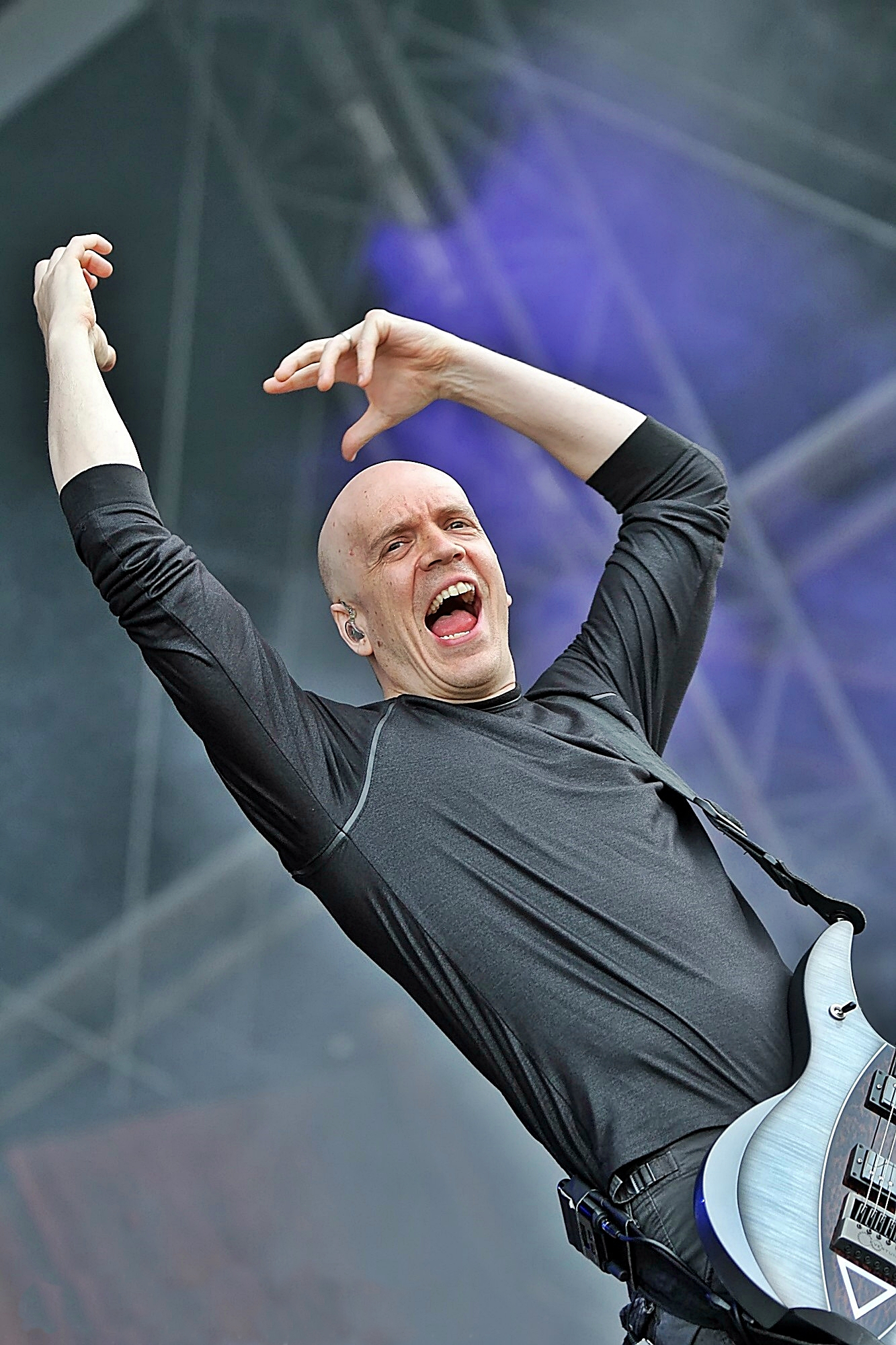
Devin Townsend bei einem Konzert in Dinkelsbühl 2017

Devin Garrett Townsend (* 5. Mai 1972 in New Westminster) ist ein kanadischer Sänger, Gitarrist und Produzent.
Erste internationale Bekanntheit erlangte Townsend 1993 als Sänger des Gitarristen Steve Vai. Nach einigen Kooperationen mit anderen namhaften Künstlern (unter anderem Front Line Assembly, The Wildhearts und Jason Newsted) legte er 1995 mit seinem ersten Album unter der Bezeichnung Strapping Young Lad den Grundstein für seine Solo-Karriere. Ursprünglich ein Ein-Mann-Projekt, wandelte sich Strapping Young Lad bald zu einer Band mit festen Mitgliedern. Nach dem 1997 veröffentlichten Album City, das von einigen Medienvertretern als „Meilenstein“ bezeichnet wurde, folgten bis zur Auflösung im Jahr 2007 drei weitere Alben.
Während die Musik Strapping Young Lads eher Townsends „negative“ Seite repräsentierte und häufig Gefühle wie Wut, Hass und Angst thematisierte, veröffentlicht er seit 1996 auch Solo-Alben, die eher „positive“ Gefühle und Stimmungen ausdrücken sollen. Da sich diese Alben stilistisch stark voneinander unterscheiden, wechselte Townsend mehrfach die Bezeichnungen (Devin Townsend, The Devin Townsend Band, Devin Townsend Project), um die von ihm beabsichtigte stilistische Veränderung zu unterstreichen. Mit Ausnahme einiger Werke mit elektronischer Musik können seine Solo-Veröffentlichungen dem Progressive Metal zugeordnet werden. Townsends Gesangsstil reicht von klaren, teilweise an Paul McCartney erinnernden Tönen, bis hin zu gutturalem Knurren, Kreischen und Keifen. Viele seiner Veröffentlichungen haben gemeinsam, dass Townsend eine Vielzahl von gleichzeitig zu hörenden Instrumenten, Gesangsstimmen und Klangeffekten zu einer „Wall of Sound“ kombiniert.
Townsends Alben sind nach eigenen Angaben stark autobiographisch geprägt und behandeln vornehmlich sehr persönliche Themen. Townsend bezeichnet sich als spirituell und führt es auf seine Hingabe für einen höheren Zweck zurück, dass auch die extrem harten Ausprägungen seiner Musik keine „negativen Vibes“ verbreiten.
Neben seinem vielseitigen musikalischen Schaffen verdankt Townsend einen Teil seiner Popularität seinem Image als „verrückter Professor des Metal“, das durch seine zeitweise sehr markanten Frisuren und exaltierten Bühnenshows unterstützt wurde. In Interviews betont Townsend jedoch, dass dieses Bild nicht zutreffe. Dieses Missverständnis führt er darauf zurück, dass er sich aufgrund seines langjährigen exzessiven Cannabis-Konsums häufig nicht unter Kontrolle hatte. Seit er im Jahr 2007 Strapping Young Lad auflöste, seinen Rauschmittelkonsum beendete und Vater wurde, arbeitet Townsend an einem neuen Projekt, das sich musikalisch stark von seinen bisherigen unterscheidet.
In Medienberichten sowie von Musikerkollegen wie Steve Vai, Jason Newsted (Ex-Metallica) und Burton C. Bell (Fear Factory) wurde Townsend als musikalisches Genie bezeichnet. Sein musikalisches Können reicht von klassischem Fun-Punkrock (Album „Cooked on Phonics“) über Death Metal, melodischen Progressive Metal, Metal-Symphonien („Deconstruction“), Musical-ähnlichen Konzeptalben („Ziltoid“ und „Z2“) bis hin zu Blues-ähnlichen Kompositionen („Casualties of Cool“).
Weiterhin ist Townsend Musikproduzent (u. a. für Soilwork, Lamb of God und GWAR).

## Biografie

### Kindheit und Jugend
Townsend wuchs in einem musikalischen Umfeld auf und lernte bereits im Alter von vier Jahren Klavier, Tuba, Gitarre und Banjo. Mit acht Jahren komponierte er sein erstes Musikstück: ein vollständiges Musical „mit völlig bescheuerten Texten“. Durch dieses „Schlüsselerlebnis“ entstand in ihm der Wunsch, Musiker zu werden. Die Musicals, die ihn in seiner Kindheit prägten, wurden von Townsend auch in seiner späteren Laufbahn noch häufig als wichtige Einflüsse bezeichnet. Zur Musikrichtung des Metal brachte ihn die Begeisterung für Judas Priests Defenders of the Faith.
Nach eigener Angabe war Townsend ein guter Schüler, der nicht rauchte und nicht trank, sich in seiner Freizeit jedoch fast ausschließlich mit dem Gitarrenspiel beschäftigte.

### Frühe musikalische Karriere (1993–1995)
Im Alter von 19 Jahren schickte Townsend ein Demo seiner damaligen Band Noisescapes unter anderem an Steve Vais Label Relativity, das sie tatsächlich unter Vertrag nahm. Dieses Demo, das mehr als 10 Jahre später auf der Kompilation Ass-Sordid Demos II veröffentlicht wurde, beeindruckte Vai dermaßen, dass er Townsend den Posten als Sänger seiner neu formierten Band anbot. Nachdem er das Angebot angenommen hatte, verlor Relativity schnell das Interesse an Townsends Eigenkompositionen und kündigte den Vertrag mit Noisescapes wieder.
Dieses Engagement war für den jungen Townsend einerseits eine große Chance, da er aufgrund der Popularität Vais vor großem Publikum auftreten konnte (beispielsweise während einer gemeinsamen Tour mit Aerosmith) und auf der „Steve-Vai-Universität“ vieles über das Musikgeschäft lernte. Andererseits belastete ihn, dass er zwar die Musik Vais in der Öffentlichkeit mit repräsentierte (so ist Townsend etwa auf dem Cover des in dieser Zeit entstanden Albums Sex & Religion abgebildet), er sich jedoch nie vollständig mit der Musik und vor allem den Texten Vais identifizieren konnte.
Townsend begann gegen Vai zu rebellieren, was 1994 zur Beendigung der Zusammenarbeit führte. Einige Jahre später versöhnten sich Vai und Townsend aber wieder. Vai bezeichnete Ocean Machine: Biomech als eines seiner Lieblingsalben der 90er Jahre, auch Townsend betonte in späteren Interviews seinen Respekt und Dankbarkeit Vai gegenüber.
Nach dem Ausstieg bei Vai brachte ihn 1994 das Angebot der Wildhearts, als Gitarrist einzuspringen, wieder auf die Bühne. Es folgten einige kurze Kooperationen mit Front Line Assembly und dem damaligen Metallica-Bassisten Jason Newsted, den er über den Manager der Wildhearts, der früher für Metallica gearbeitet hatte, kennenlernte. Das IR8-Projekt mit Newsted und dem Exodus-Schlagzeuger Tom Hunting war eigentlich nie dazu gedacht, auf CD zu erscheinen, wurde aber 10 Jahre später doch noch veröffentlicht.
Während der Wildhearts-Tour bekam Townsend ein Vertragsangebot durch den A&R-Manager von Roadrunner Records, das allerdings kurze Zeit später durch ein Veto des Eigentümers des bekannten Labels zurückgezogen wurde: Er bezeichnete Townsends Musik als „just noise“ („einfach nur Krach“). Die Enttäuschung über diese erneute Zurückweisung führte laut Townsend dazu, dass er, der bis dahin keinerlei Rauschmittel konsumiert hatte (und sogar im Tourbus der Wildhearts eine Gasmaske getragen hatte, um sich gegen den Zigarettenrauch zu schützen), im Alter von 23 Jahren begann, Cannabis zu konsumieren. Obwohl seine Ehe darunter fast zusammenbrach, beschrieb er diese Mittel als „hilfreich“ und führte sogar die Entstehung seiner späteren Alben Ocean Machine und Infinity auf dessen Konsum zurück.

### Erste eigene Veröffentlichungen (1995–1996)
Als direkte Konsequenz aus den negativen Erlebnissen des Steve-Vai-Projektes veröffentlichte Townsend 1995 unter dem Pseudonym Strapping Young Lad (strammer junger Bursche) das Album Heavy As A Really Heavy Thing, da er doch noch einen Plattenvertrag (mit Century Media) erhalten hatte. Townsend sagte darüber: „Als Sex & Religion erschien, fühlte ich mich […] wie ein totaler Vollidiot, weil ich mich für eine Sache hatte einspannen lassen, die aus dem Ruder lief. Ich war tierisch angepisst, hasste alles und jeden. Strapping Young Lad waren für mich das ideale Ventil, um Dampf abzulassen.“ Das Pseudonym wählte er, weil er weder unter seinem eigenen Namen noch als Sänger Vais bekannt war und davon unbelastet neu anfangen wollte.
Townsend hatte sich bis dahin kaum mit den härteren Spielarten des Metal beschäftigt (er kannte weder Slayer noch Vertreter des Black Metal), wurde für dieses Album jedoch stark von den Fear Factory-Veröffentlichungen Fear Is The Mindkiller und Soul of a New Machine beeinflusst. Dass in diesem und vielen späteren Alben parodistische und selbstironische Elemente eingesetzt werden, begründet Townsend so, dass sie es ihm leichter machen, sich frei auszudrücken, ohne sich dadurch angreifbar zu machen. Auch helfe es dabei, „anstrengende“ und „ungesunde“ Anteile von Strapping Young Lad leichter zu ertragen. Die unter dem Namen Strapping Young Lad veröffentlichte Musik erfüllte auch auf späteren Alben für Townsend die Funktion der Katharsis.
1995 veröffentlichte Townsend unter dem Pseudonym Punky Brüster das Album Cooked on Phonics, das auf parodistische Weise die Geschichte einer Metal-Band erzählt, die beschließt, aus kommerziellen Gründen Punkrock zu spielen.

### City, Ocean Machine (1997)
1997 veröffentlichte Townsend als Strapping Young Lad das Album City und kurze Zeit später unter dem Projektnamen Ocean Machine das Album Biomech.
Die Musiker Gene Hoglan (ehemals bei Dark Angel, Death, Testament u. a.), Jed Simon und Byron Stroud, die auf City spielten, blieben bis zur Auflösung im Jahr 2007 Mitglieder von Strapping Young Lad, das sich vom Soloprojekt Townsends zu einer echten Band wandelte. Simon und Stroud waren Townsend aus früheren Bandprojekten in Vancouver bekannt, Hoglan begegnete Townsend während eines Fear-Factory-Konzerts, wo nach einem gemeinsam durchzechten Abend eine Zusammenarbeit verabredet wurde. Sowohl in City als auch Ocean Machine: Biomech flossen musikalische Ideen ein, die Townsend schon seit Jugendtagen hatte. Mit Biomech begann eine Reihe von Soloalben, die aufgrund ihrer vornehmlich positiven und friedlichen Gestaltung stilistisch im extremen Gegensatz zu Strapping Young Lad stehen. Townsend zufolge werden so zwei gegensätzliche Seiten seiner Persönlichkeit repräsentiert.
In dieser Zeit (1997) gründete Townsend gemeinsam mit seiner Frau Tracy Turner ein eigenes Label (Hevydevy Records), um unabhängig von anderen Plattenfirmen zu sein.

### Infinity, Physicist (1997–2000)
Townsends nächstes Solo-Album trug den Namen Infinity (Unendlichkeit) und sollte die Gegensätze von Strapping Young Lad und Ocean Machine zusammenführen. Als Schlagzeuger wurde erneut Gene Hoglan verpflichtet. Während der Arbeit an Infinity brach Townsend mental zusammen und ließ sich in einer psychiatrischen Klinik behandeln. Es wurde eine bipolare Störung diagnostiziert, die seitdem mit Hilfe von Medikamenten behandelt wird. Bei Infinity, das laut Townsend wie „eine Achterbahnfahrt durchs Irrenhaus“ klinge, trieb Townsend seinen Perfektionismus ins Extreme. So setzte er zum Teil bis zu 300 Tonspuren parallel ein. Auch fertigte Townsend gleich zwei Abmischungen des Albums an und legte diese übereinander, weil er mit dem Ergebnis der ersten nicht zufrieden war. Aus dieser Zeit stammen Zitate wie: „Wer meine Musik nicht versteht, ist entweder zu dumm oder tot. Und für beide Arten von Leuten habe ich keine Zeit“. Später distanzierte er sich jedoch deutlich von Aussagen dieser Art und führte sie selbstkritisch auf einen „Gottes-Komplex“ zurück, an dem er zu diesem Zeitpunkt litt.
Nach Fertigstellung von Infinity befand sich Townsend an einem „Tiefpunkt“. Gleichzeitig begann jedoch die medikamentöse Behandlung erste Erfolge zu zeigen. In diesem Zustand entstand das Album Physicist, das laut Townsend sowohl die tiefe Depression als auch die sich abzeichnende Hoffnung auf die Zukunft widerspiegelt.

### Terria bis Devlab (2001–2004)

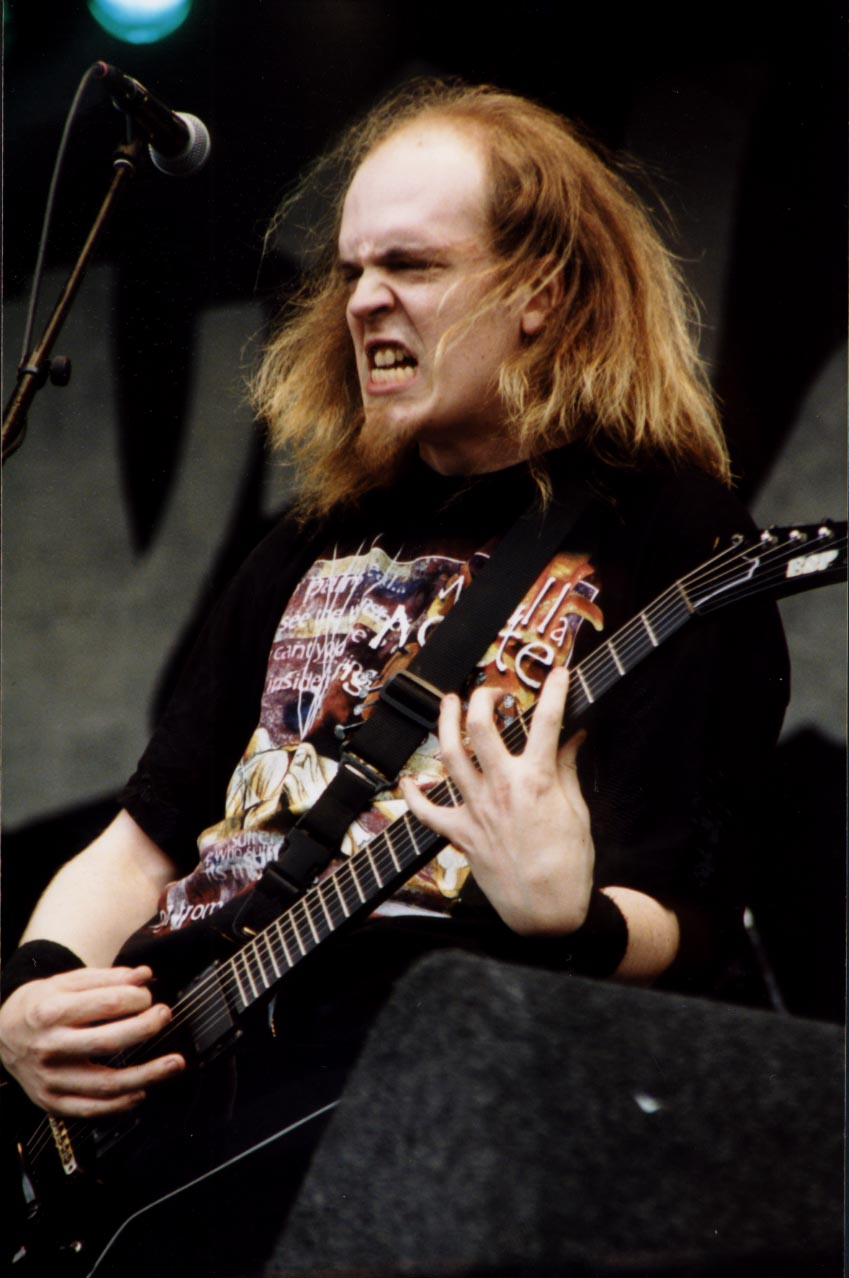
Devin Townsend (2001)

Das im Jahr 2001 fertiggestellte Terria war laut Townsend seine „erste wirklich erwachsene Platte“. Da er sich inzwischen deutlich erholt hatte, fiel ihm die Arbeit an der Aufnahme deutlich leichter als zuvor.
Im Jahr 2003 erschien das Album Strapping Young Lad. Der Titel wurde gewählt, weil es sich zum ersten Mal um ein Gemeinschaftsprodukt der Band handelte, nachdem Townsend zuvor alleiniger Songschreiber war. Im Gegensatz zu City, das eher die Bewältigung der eigenen Wut thematisierte, war es – kurz nach den Terroranschlägen des 11. September 2001 – geprägt von Angst vor dem Krieg. Im Vergleich zu den vorherigen Alben enthält es daher weniger humoristische Anteile.
Zeitgleich zu Strapping Young Lad arbeitete Townsend mit einer als Devin Townsend Band bezeichneten Gruppe junger Musiker an dem Album Accelerated Evolution, das Townsends Version von „Pop-Musik“ darstellen sollte. Laut Townsend spreche es inhaltlich „ausschließlich von Liebe und Spiritualität“. Als Bonus-CD zu Accelerated Evolution erschien außerdem mit dem Projekt EKO, das in nur drei Tagen komponiert und aufgenommen worden war, Townsends erste Produktion rein elektronischer Musik. Ende 2004 folgte das Ambient-Elektronik-Album Devlab: eine düstere Klangcollage, die jedoch nicht in den regulären Handel gelangte.

### Alien bis The Hummer (2005–2006)
Anfang 2005 erschien Strapping Young Lad-Album Alien, für das Townsend kurzzeitig die Medikation zur Behandlung seiner bipolaren Störung absetzte, da er seine persönlichen Grenzen kennenlernen wollte. Insbesondere das Lied Shitstorm behandelt dieses Thema. Musikalisch nahm Gene Hoglan starken Einfluss auf das Album.
Wiederum im starken Gegensatz zu Alien erschienen Anfang 2006 das Album Synchestra, für das wieder die Devin Townsend Band spielte. In diesem drückte Townsend das Bedürfnis aus, erstmals rein „positive“ Musik zu veröffentlichen. Nachdem Townsend nach eigener Aussage zwölf Jahre gebraucht hatte, um die Zeit mit Steve Vai zu verarbeiten, steuerte dieser zum Lied Triumph ein Gast-Solo bei.
Im Sommer 2006 erschien mit The New Black das fünfte Strapping Young Lad-Album, durch das der 1995 geschlossene Vertrag mit Century Media erfüllt wurde. Mit Auftritten auf großen Konzertveranstaltungen wie dem Ozzfest, Rock am Ring und dem Download-Festival erreichten Strapping Young Lad den Höhepunkt ihrer Popularität.
Im Oktober 2006 wurde Townsend Vater eines Sohnes. Kurz danach stellte er das Ambient-Album The Hummer fertig, das mit seinen ruhigen, den Raum zum „Brummen“ anregenden Tiefbasspassagen als „Musik zum Einschlafen“ gedacht war. Mit dessen Erscheinen kündigte Townsend an, dass das Album The Hummer das „letzte einer Ära“ sein würde.

### Abschied von der Bühne (2007)
Im Frühjahr 2007 erklärte Townsend, sich vorerst auf seine Produzententätigkeit sowie die Veröffentlichung eigener Solo-Projekte beschränken zu wollen. Die Promotionaktionen, die mit „herkömmlichen“ Veröffentlichungen einhergehen, wie Reisen, Konzerttourneen und Interviews, hätten ihn „ausgebrannt“.
Dass dieser Rückzug nicht bedeutete, dass er „aufhörte“, bewies Townsend mit dem selbstironischen Ziltoid the Omniscient-Album, das er vollständig alleine ohne weitere Musiker einspielte.

### Befreiungsschlag und Neuanfang (2006–2008)
Nachdem er nach eigener Einschätzung zwölf Jahre „umwölkt war“, hatte Townsend nach der Fertigstellung von Synchestra und dem Ende von Strapping Young Lad den Konsum sowohl von Cannabis als auch Alkohol aufgegeben, weil ihn diese „schwach und verwundbar“ gemacht hätten. Schon im Jahr 2000 habe er bedauert, auf Hilfsmittel angewiesen zu sein, um „mit sich selbst in Frieden“ zu sein, empfand sie jedoch noch als notwendig. Sechs Jahre später fühlte er sich jedoch „deprimiert und ungesund“ und wollte daher dadurch sein Leben verändern, dass er eine Vielzahl von „Abhängigkeiten“ beendete, die ihn „kontrollierten“.
Laut Townsend thematisiert das Ziltoid-Album auf metaphorische Weise das Thema Drogen in vielerlei Hinsicht und sei „weder so fröhlich noch so lustig wie es erscheint“. Mit dem Ziltoid-Album begann er eine persönliche Aufarbeitung dieser und anderer Abhängigkeiten, Süchte und „schlechter Angewohnheiten“. Er hörte sogar damit auf, den von ihm geliebten Kaffee zu trinken, da auch dieser zu den Dingen gehöre, die ihn abhängig machten und ihn dafür „bestraften“, wenn er entschied, darauf zu verzichten.
Obwohl es für ihn nach dem Ausstieg aus diesen Abhängigkeiten leichter war, neue Dinge zu lernen, benötigte er nach Ziltoid dennoch zwei Jahre, um wieder eigene Musik erschaffen zu können. In dieser Zeit war er vor allem als Produzent tätig, fühlte sich aber erst im September 2008 wieder dazu bereit, selbst als Musiker aufzutreten.

### Devin Townsend Project (2008–2018)

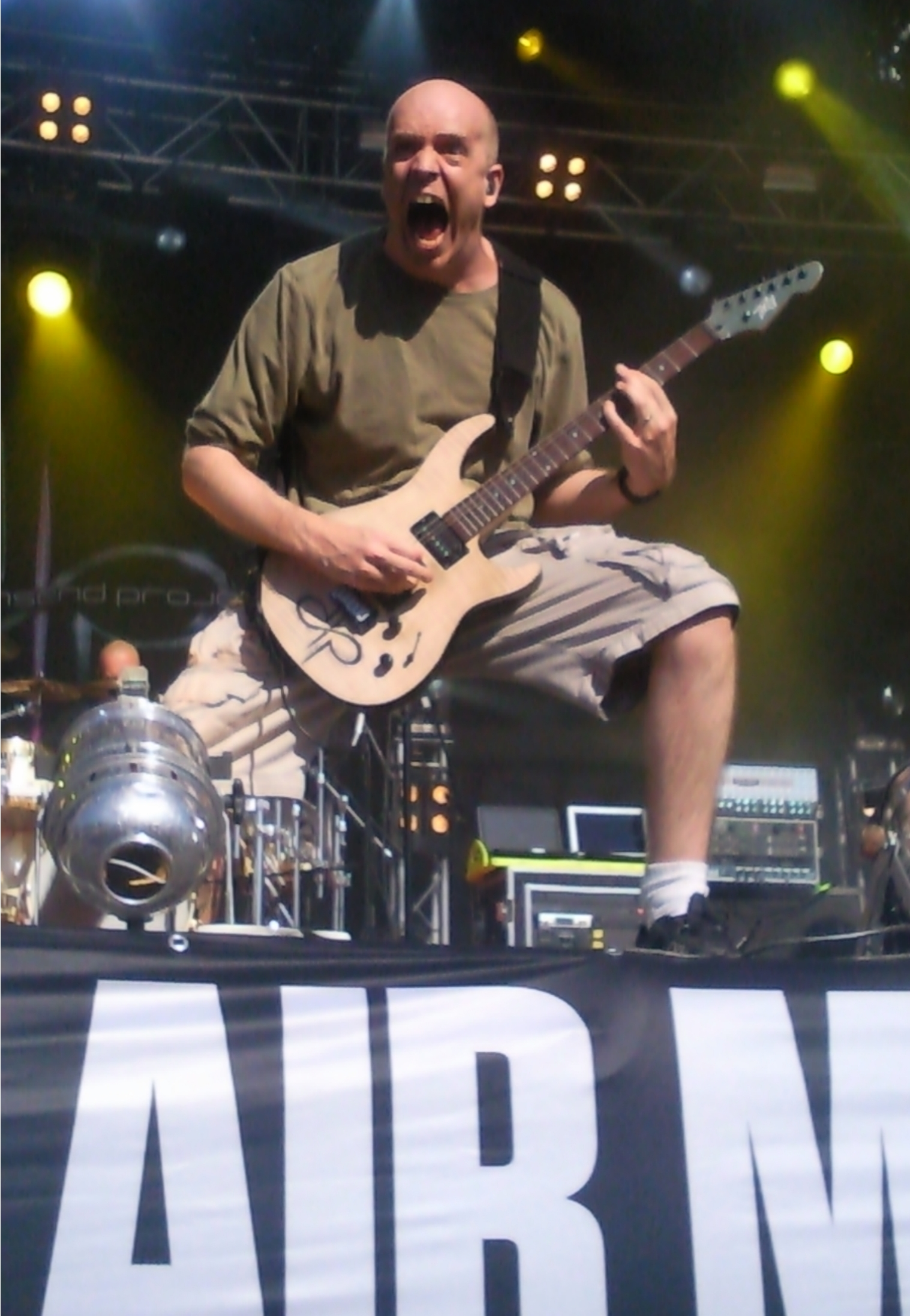
Devin Townsend (2010)

Townsend musste nach eigenen Angaben neu erlernen, wie man Musik erschafft, da das ohne Rauschmittel auf deutlich andere Weise funktioniere. Das Ergebnis dieses mehrjährigen Prozesses, den er als „sehr schwierig“ beschreibt, ist das Devin Townsend Project. Unter diesem Namen hat Townsend eine Serie von vier zusammenhängenden Alben angekündigt, die ursprünglich alle noch im Jahr 2009 erscheinen sollten.
Das erste dieser Alben trägt den Namen Ki und wurde in Deutschland am 22. Mai 2009 veröffentlicht. Da es laut Townsend Kontrolle thematisiert, klingt es deutlich zurückhaltender als Townsends bisherige Alben. Dass an einigen Stellen eine Spannung zwar musikalisch aufgebaut, jedoch nicht aufgelöst wird, ist laut Townsend ein wesentlicher Teil des Konzeptes. Es sei absichtlich so gestaltet, dass es viele auf früheren Alben basierenden Erwartungen nicht erfülle. Zum Konzept gehört daher auch, dass die auf Ki zu hörenden Gastmusiker Jean Savoie (Bass) und Duris Maxwell (Schlagzeug) bisher keine Musik im Metal-Bereich gespielt haben. Inhaltlich werden unter anderem erneut Abhängigkeiten thematisiert, so handelt das Lied Trainfire davon, vom Konsum von Pornografie loszukommen.
Das zweite Album der Serie, Addicted, beschrieb Townsend als „tanzbaren Heavy Pop“. Es richte sich an die Zuhörer, die Musik ohne Botschaft bevorzugen. Es soll laut Townsend musikalisch die Muster von kommerziell erfolgreichen Bands wie Nickelback aufgreifen, sich in den Texten aber gleichzeitig kritisch mit derartigen Mustern auseinandersetzen. Am Schlagzeug kommt erneut Ryan van Poederooyen (Devin Townsend Band) zum Einsatz.
Dritter Teil ist das Album Deconstruction, das vor allem Fans von Strapping Young Lad ansprechen sollte. Hier dient chaotischer und extremer Metal sowohl als Stilmittel als auch als Reflexionsgegenstand, ähnlich wie im zweiten Album der „Heavy Pop“. Zeitgleich erschien der vierte Teil der Serie, Ghost. Im Gegensatz zu Deconstruction sollte Ghost laut Townsend sein bisher „sanftestes“ Album werden. Auf beiden Alben wird Townsend durch Gastmusiker unterstützt, so etwa auf Deconstruction von Schlagzeuger Dirk Verbeuren und auf Ghost durch Flötistin und achtfache Emmy-Gewinnerin Kat Epple. Die beiden stilistisch sehr gegensätzlichen Alben erschienen am selben Tag und wurden unter der Bezeichnung Calm And The Storm auch als Set veröffentlicht.
Mit dem Devin Townsend Project kehrte Townsend im Jahr 2010 wieder auf die Bühne zurück. Unter anderem führte er im Jahr 2011 in London alle vier Alben des Devin Townsend Projects an vier aufeinanderfolgenden Tagen auf. Die Aufzeichnung dieser Konzerte wurde im Juni 2012 unter dem Titel By A Thread veröffentlicht.
Nach Abschluss von Ghost und Deconstruction begann Townsend mit den Vorbereitungen für weitere Studio-Alben, die ebenfalls als Devin Townsend Project veröffentlicht werden sollen. Das nächste Album Epicloud erschien im September 2012. und umfasst zwei CDs mit jeweils 12 Stücken. Hier wirkte erneut Addicted-Gastsängerin Anneke van Giersbergen mit. Townsend verglich Epicloud mit den melodischeren Teilen seiner Alben Ocean Machine, Accelerated Evolution und Addicted.
Unter der Bezeichnung The Bizarre World of Devin Townsend presents The Retinal Circus fand am 27. Oktober 2012 ein weiteres aufwändiges Live-Event in London statt welches als Live-Album veröffentlicht wurde.
Im Mai 2014 veröffentlichte Townsend das Album Casualties of Cool (mit der Ki-Gastsängerin Che Dorval), welches ursprünglich als sechstes und letztes Devin Townsend Project-Album angekündigt war, aber dann unter dem gleichnamigen eigenen Projekt-Titel firmierte.
Als Fortsetzung des ersten Ziltoid-Albums arbeitete Townsend seit 2009 an dem Album "Z²", welches im Oktober 2014 erschien, begleitet von einer zweiten CD unter dem Titel "Sky Blue" als nunmehr sechstem Devin Townsend Project-Album. Mit diesem gewann er bei den Juno Awards 2015 den Juno Award for Metal/Hard Music Album of the Year.
Anfang 2018 gab Devin Townsend bekannt, dass das Devin Townsend Project auf unbestimmte Zeit ruht.

### Solo-Aktivitäten ab 2018
Im April 2019 erschien sein Soloalbum Empath, an dem er eigenen Angaben zufolge 18 Monate gearbeitet und in das er viel privates Geld investiert hatte. Die Tournee zum Album musste er Anfang 2020 auf Grund der Corona-Pandemie abbrechen. Townsend sah sich aus diesem Grund vor ernsthafte finanzielle Probleme gestellt und fürchtete, ohne Einkommen als Musiker seine Familie nicht mehr ernähren zu können. Eine zu seiner finanziellen Unterstützung gestartete Kampagne auf GoFundMe endete mit Spenden von insgesamt 93.320 CAD. Als Dank für alle Spenden veröffentlichte Townsend den Song Quarantine.
Während der Pandemie folgten zunächst einige Online-Konzerte, bevor er in einer Serie von Podcasts auf Youtube auf seine bisherige Karriere zurückblickte. Die von ihm geschriebene Begleitmusik veröffentlichte er unter der Bezeichnung Guitar Improvisation #1, #2, #3, #4. Daraus entstand die Idee, die Zeit bis zum nächsten regulären Studioalbum durch ein Ambient-Projekt zu überbrücken. Mit Genehmigung seines Labels InsideOut/Sony Music veröffentlichte er am 3. Dezember 2021 über sein eigenes Label HevyDevy Records die Alben The Puzzle und Snuggles. Parallel dazu setzte er die Arbeiten am nächsten Studioalbum Lightwork fort, das am 28. Oktober 2022 veröffentlicht wurde. Anfang 2023 begann die Tournee zum Album. Im Oktober 2024 erschien das Album PowerNerd, dass als Start einer Trilogie mit den geplanten Veröffentlichen The Moth und Axolotl angekündigt wurden. The Moth ist als Rock-Musical konzipiert und wurde am 27. März 2025 noch vor der Veröffentlichung live im niederländischen Groningen uraufgeführt.
Im Mai 2025 kündigte Townsend an, nach Ende der Tournee durch Nordamerika auf unbestimmte Zeit nicht mehr live auftreten zu wollen. Er brauche Zeit für sich, „um durchzuatmen und [sich] neu zu orientieren“, und wird sich künftig anderen Projekten widmen.

## Wissenswertes
- Townsend glaubte viele Jahre, unter einer bipolaren Störung zu leiden. Nach Beendigung seines Cannabiskonsums gingen die Symptome nach seinen Angaben jedoch zurück, so dass seine Ärzte von einer Fehldiagnose ausgehen.[51]
- Townsend ist Synästhetiker und empfindet daher Musik, Buchstaben, Zahlen und Gefühle (wie Ärger und Glück) als Farben.[52]
- Seit seiner Kindheit produziert Townsends Körper zu viel Adrenalin; zeitweise musste er Medikamente dagegen nehmen.[19]
- Als größte Einflüsse auf seinen Gesang benennt Townsend Björk sowie Perry Farrell (Jane’s Addiction).[8]
- Um Aufmerksamkeit zu erzeugen, verpackte Townsend die Noisescapes-Demos, die zu seinem Engagement für Steve Vai führten, in seine alte Unterwäsche.[22]
- Ein berühmt gewordenes Foto, auf dem Townsend mit nacktem Hinterteil und einem daran festgeklemmten Telefonhörer zu sehen ist, ist nach einem Auftritt mit Steve Vai in der Tonight Show in Jay Lenos Green Room entstanden.[53]
- Während seiner Vai-Zeit „ließ Devin bei einer todschicken Hollywood-Party die Hosen herunter und furzte aufs Buffet“.[14]
- Townsend bekam zu Beginn seiner Karriere das Angebot von Judas Priest, Nachfolger von Sänger Rob Halford zu werden, was er jedoch ablehnte.[24]
- Nach eigener Angabe war er neidisch auf Jason Newsted und hätte während der IR8-Sessions lieber selber gesungen.[17]
- Jason Newsted hatte IR8 zunächst vor seinen Metallica-Bandkollegen geheim gehalten. Als die Arbeiten an ihrem 1996er-Album Load begannen, wurden die IR8-Aufnahmen von einem Radiosender gespielt und zufällig von James Hetfield gehört. Dieser war „verdammt angepisst“ deswegen; laut Lars Ulrich war die Zusammenarbeit mit Newsted einige Zeit „ziemlich hässlich“.[54]
- Das Album Physicist war unter dem Namen Fizzicist ursprünglich erneut als Kooperation mit Jason Newsted geplant, dieser wurde allerdings von den anderen Metallica-Mitgliedern daran gehindert, eigene Nebenprojekte weiter zu verfolgen.[22] So stellte Townsend das Album mit den Musikern von Strapping Young Lad unter eigenem Namen fertig.
- Townsend eignete sich das Spielen sämtlicher wichtiger Instrumente (außer Schlagzeug) sowie die technischen Fähigkeiten des Produzierens an, um nicht von anderen Menschen abhängig zu sein und auf diese warten zu müssen.[19]
- Im Lied The Death of Music verarbeitet Townsend seine desillusionierenden Erlebnisse mit der Musikindustrie direkt nach den Aufnahmen des Steve-Vai-Albums.[28]
- Das Musikvideo zum Song Life wurde aus Kostengründen von einer Pornofilm-Firma geschnitten.[8]
- Mit der City des gleichnamigen Albums ist die Stadt Los Angeles gemeint, in der Townsend einige Zeit lebte.[19]
- In Japan wurde 1998 mit Townsend ein schnell produziertes Lehrvideo namens Great Average Guitar veröffentlicht, das von Townsend als „totaler Müll“ bezeichnet wird.[17]
- Strapping Young Lad spielte als einzige westliche Band während der Eröffnungszeremonie der Fußball-Weltmeisterschaft 2002 in Südkorea; das wurde von 20 Millionen Koreanern im Fernsehen gesehen.[26]
- Der erste Arbeitstitel für das Ziltoid-Project lautete The Mighty Masturbator[55]
- Townsend fertigte eigenhändig eine Handpuppe von Ziltoid the Omniscient an. Sein Aussehen sollte eine Mischung aus einem Skeks (Figur aus Townsends Lieblingsfilm Der dunkle Kristall[6]), Grobi aus der Sesamstraße und sich selbst darstellen.[56]
- Das Musikvideo zu Zen (vom Album Alien) kommt im Film Shoot ’Em Up an prominenter Stelle vor: Ein weinendes Baby beruhigt sich, als die Hauptperson des Films im Fernsehprogramm zu diesem Video schaltet.
- Die fiktive Figur Pickles the Drummer der Zeichentrickserie Metalocalypse war in einem frühen Entwurf dem Erscheinungsbild Townsends sehr ähnlich. Auf Initiative des Managements von Strapping Young Lad wurde das Aussehen der Figur soweit verändert, dass keine Verwechslungsgefahr mehr bestand.[57][58]
- Ki-Schlagzeuger Duris Maxwell jammte im Jahr 1968 zusammen mit Jimi Hendrix und wurde von diesem gefragt, ob er Mitglied seiner Band werden wolle. Da er bereits anderweitig vertraglich gebunden war, musste er das Angebot ablehnen und spielte nie wieder mit Hendrix.[59]
- Dass Townsend sich bei Addicted gerade an der Band Nickelback orientiert, liegt daran, dass sie aus derselben Stadt stammen wie er selbst.[10]
- Ruby Quaker ist nicht nur die Bezeichnung einer nordamerikanischen Mottenart (Orthosia rubescens), sondern spielt bei Devin unterschiedliche Rollen. Er hat das selbstgebaute Raumschiff in seiner gleichnamigen YouTube-Serie nach dieser Motte benannt und er vertreibt Kaffeebohnen unter dem Namen „Ruby Quaker Roast“.[60]

## Zitate
- „Man bezeichnet mich immer als den ‚abgedrehten Professor‘, den ‚verrückten Wissenschaftler‘ und ‚Psycho-Devin‘. Das ist totaler Bullshit, weil ich überhaupt nicht verrückt bin. Ich bin die vernünftigste Person, die ich kenne.“[9]
- „Das Genie, das Erfolg hat, ist ein Genie. Das Genie, das scheitert, ist wahnsinnig. Wenn ich also erfolgreich bin, wird man mich für smart halten und wenn ich versage, wird man mich für verrückt erklären. Ich denke, ich bin keines von beiden. Ich arbeite hart und stehe in Verbindung zu der Muse, die es mir erlaubt, Musik zu erschaffen. Der Rest ist einfach Glück.“[61]
- „Meiner Meinung nach sollte man Musik machen, weil man sie fühlt, und nicht, weil man es für richtig hält, sie zu machen. Country habe ich früher gehasst - bis zu dem Tag, an dem mir jemand den Ursprung und Sinn erklärt hat. Plötzlich fand ich diesen Stil cool, weil er authentisch ist und von Herzen kommt.“[9]
- „Es gibt keine Zugeständnisse, und wenn ich der Meinung bin, dass ich nicht auf Tour gehen möchte, dann bleibe ich halt zu Hause. Ich mache Musik nur für mich. Ich bin Egoist. Wenn es da draußen Menschen gibt, denen meine Musik gefällt, dann freut mich das. Aber ich mache meine Musik nicht für andere. Ich gehöre niemandem, nur mir allein.“[62]
- „Du bist kein Weichei, nur weil du Gefühle zeigst. Du bist schlicht und einfach sensibel, und das ist völlig okay.“[17]
- „Devin? Das ist dieser Typ, der immer furchtbar wichtig sein wollte, sich auf dem Weg dorthin aber regelmäßig lächerlich gemacht hat.“[63]

## Diskografie

### Solo-Alben
- 1996: Cooked on Phonics (als Punky Brüster)
- 1997: Ocean Machine: Biomech
- 1998: Infinity
- 2000: Physicist
- 2001: Terria
- 2003: Accelerated Evolution (als The Devin Townsend Band)
- 2004: Devlab
- 2006: Synchestra (als The Devin Townsend Band)
- 2006: The Hummer
- 2007: Ziltoid the Omniscient
- 2009: Ki (als Devin Townsend Project)
- 2009: Addicted (als Devin Townsend Project)
- 2011: Deconstruction (als Devin Townsend Project)
- 2011: Ghost (als Devin Townsend Project)
- 2012: Epicloud (als Devin Townsend Project)
- 2014: Casualties of Cool (als Casualties of Cool)
- 2014: Z² (Doppelalbum: Sky Blue als Devin Townsend Project und Dark Matters als Devin Townsend)
- 2016: Transcendence (als Devin Townsend Project)
- 2019: Empath
- 2020: Order of Magnitude – Empath Live Volume 1
- 2021: The Puzzle
- 2021: Snuggles
- 2022: Lightwork
- 2024: PowerNerd

### Sonstige Solo-Veröffentlichungen
- 1998: Christeen + 4 Demos (EP)
- 1999: Official Bootleg (CD und VHS-Video)
- 2000: Ass-Sordid Demos (1990-1996)
- 2004: Ass-Sordid Demos 2 (1991-1992)
- 2011: Contain Us (6-CD- / 2-DVD-Boxset der vier ersten DTP-Alben und Bonusmaterial)
- 2012: By A Thread – Live In London 2011 (5-CD- / 4-DVD-Boxset)
- 2016: Original Album Collection: Discovering Devin Townsend

### Als Gastsänger oder -gitarrist (Auszug)
- 1993: Steve Vai – Sex And Religion (Gesang)
- 1994: Front Line Assembly – Millennium (Gitarre)
- 1995: Front Line Assembly – Hard Wired (Gitarre)
- 1996: Working Man – A Rush Tribute (Gesang)
- 1996: James Murphy – Convergence (Gesang)
- 1998: The Wildhearts – Anarchic Airwaves (Gitarre)
- 2002: Soilwork – Natural Born Chaos (Gesang)
- 2004: Ayreon – The Human Equation (Gesang)
- 2006: GWAR – Beyond Hell (Gesang)
- 2011: Bent Sea – Noistalgia (Bass)

### Als Produzent (Auswahl)
- 1996: Stuck Mojo – Pigwalk
- 1997: Zimmers Hole – Bound by Fire
- 2001: Stuck Mojo – Violate This
- 2002: Zimmers Hole – Legion of Flames
- 2002: Soilwork – Natural Born Chaos
- 2003: Lamb of God – As the Palaces Burn
- 2004: Misery Signals – Of Malice and the Magnum Heart
- 2006: GWAR – Beyond Hell
- 2007: Darkest Hour – Deliver Us
- 2007: Savannah – The Road to…
- 2007: Soilwork – Sworn to a Great Divide
- 2008: Zimmers Hole – When You Were Shouting at the Devil… We Were in League with Satan
- 2008: Misery Signals – Controller
- 2008: Bleeding Through – Declaration
- 2008: Becoming the Archetype – Dichotomy
- 2009: Sights & Sounds – Monolith
- 2011: Bent Sea – Noistalgia